# Lake Vermilion-Soudan Underground Mine State Park
Der Lake Vermilion-Soudan Underground Mine State Park ist ein State Park in Minnesota und liegt an der Stelle der Soudan Underground Mine am südlichen Ufer des Lake Vermilion. Das Bergwerk ist das älteste, tiefste und ehemals reichste Bergwerk Minnesotas und beherbergte nach dem Ende der Nutzung als Erzförderstätte in den 1960er Jahren im ausgehenden 20. und zu Beginn des 21. Jahrhunderts das inzwischen ebenfalls stillgelegte Soudan Underground Laboratory, eine Forschungseinrichtung für Teilchenphysik-Experimente. Seit dem 13. November 1966 ist das Bergwerk im National Register of Historic Places eingetragen. Der Park in seiner heutigen Form entstand 2014 aus der Vereinigung des Lake Vermilion State Park mit dem Soudan Underground Mine State Park.

## Geschichte
Gegen Ende des 19. Jahrhunderts entdeckten Kundschafter auf der Suche nach Gold im nördlichen Minnesota an dieser Stelle extrem reichhaltige Adern Hämatit, deren Gehalt an Eisen mehr als 65 % betrug. Im Jahr 1882 begann der Abbau in einem Tagebau. 1900 wurde aus Sicherheitsgründen die Mine in ein Bergwerk umgewandelt. Von 1901 an bis zum Ende des Bergwerkbetriebes gehörten die Schachtanlagen der United States Steel Corporation. Im Jahr 1912 erreicht die Mine eine Tiefe von 381 m und zum Zeitpunkt der Schließung war mit Ebene 27 der tiefste Punkt mit 713,5 m unter der Oberfläche erreicht. US Steel schenkte dann die Anlage dem Bundesstaat Minnesota zu Bildungszwecken.
In der Regel wurden die Stollen gleich wieder mit Abraummaterial anderer Stollen verfüllt. Dies geschah, indem man die Decke eines Stollens abbaute und mit nicht nutzbarem Gestein den Boden in derselben Geschwindigkeit auffüllte, wie man die Decke wegnahm. Deswegen waren Boden und Decke der Stollen stets drei bis sechs Meter voneinander entfernt und der Abraum musste nicht an die Oberfläche geschafft werden. Dies war nur möglich, weil das umgebende Gestein ausreichend solide war.
1963 schenkte US Steel die Bergwerksanlage dem Staat Minnesota zur Einrichtung eines State Park. 2010 kaufte Minnesota weitere 1153 Hektar von dem Unternehmen zu Zwecken des Uferschutzes von Lake Vermilion und der weitergehenden Erschließung als State Park. Im Mai 2014 wurden Lake Vermilion State Park und Soudan Underground Mine State Park verschmolzen zum Lake Vermilion-Soudan Underground Mine State Park.

## State Park
Der das Bergwerk umgebende Park befindet sich im Breitung Township am Ufer des Lake Vermilion innerhalb der Vermilion Range des nördlichen Minnesota. Das Bergwerk liegt unweit des Minnesota State Highway 169, etwa 30 km östlich der Kleinstadt Virginia und etwa genausoweit westlich von Ely, etwas mehr als einen Kilometer von der Ortschaft Tower entfernt. Der Park wurde ein beliebtes Ziel für Touristen, die auf dem Weg nach Ely und der Boundary Waters Canoe Area Wilderness einen Zwischenstopp einlegen.
Der Park wird vom Minnesota Department of Natural Resources geführt und ist eine National Historic Landmark, das heißt, er ist im National Register of Historic Places eingetragen. Die Gebäude an der Oberfläche stehen zur Besichtigung frei und während der Sommermonate gibt es täglich Bergwerksführungen. Die Besucher können in einem 80 Jahre alten elektrisch betriebenen Förderkorb bis auf Ebene 27 fahren. Es gibt zwei unterschiedliche Besuchstouren; eine konzentriert sich auf die Erkundung historischer Bergwerkseinrichtungen, die andere zeigt die modernen physikalischen Laboreinrichtungen.